# ペリカン星雲

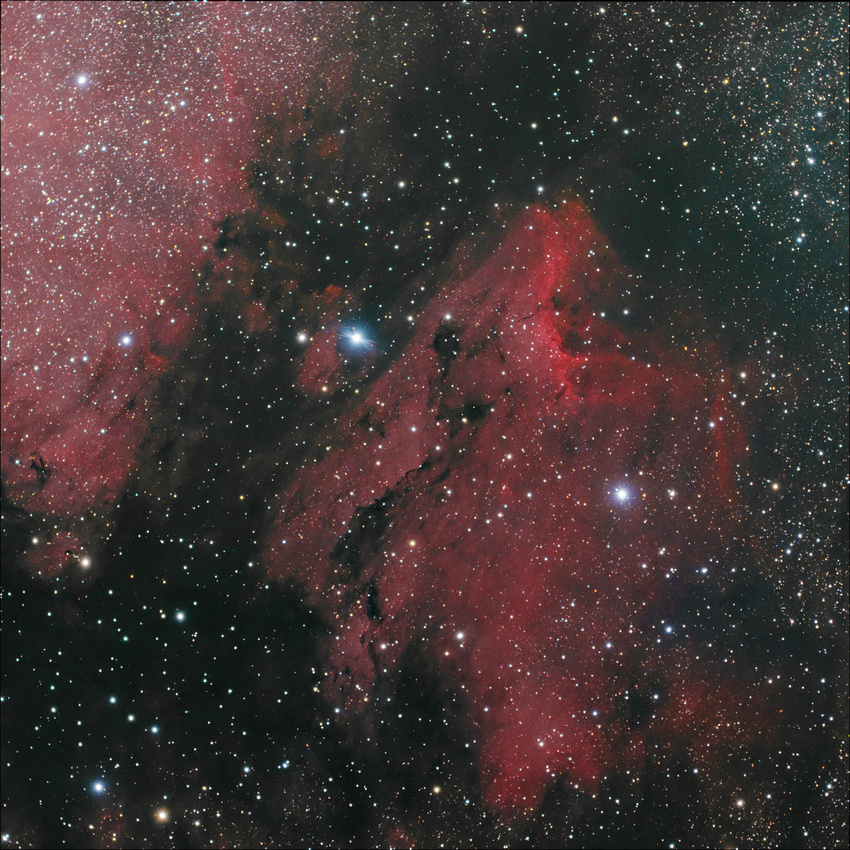
ペリカン星雲

ペリカン星雲（ペリカンせいうん、Pelican Nebula 、IC5067〜5070）ははくちょう座の尾部、デネブの近くに見える散光星雲である。形がペリカンに似ているところから名づけられた。
肉眼では見られない。
実際には隣にある北アメリカ星雲とは、電離した水素からなる同一の星間雲の一部である。